# 이우 (전한)
이우(李友, ? ~ ?)는 전한 중기의 관료이다.

## 행적
원수 3년(기원전 120년), 정위에 임명되었다.

## 출전
- 반고, 《한서》 권19하 백관공경표 下

| 전임 장탕 | 전한의 정위 기원전 120년 | 후임 안 |